# Каскадьори (албум)
Каскадьори е третият албум на българската рок група Сигнал. Издаден е от Балкантон през 1981 г. и е първият двоен рок албум в историята на българската рок-музика. Записите са направени в студио Балкантон и Радио „София“.

## Списък на песните
Според обложката на плочата:

### Първа плоча
| Заглавие         | Музика          | Текст            |
| ---------------- | --------------- | ---------------- |
| Каскадьори       | Сигнал          | Орлин Орлинов    |
| Златна вода      | Сигнал          | Иван Бориславов  |
| Пристан          | Сигнал          | Милчо Спасов     |
| Малката мансарда | Сигнал          | Милчо Спасов     |
| Да те жадувам    | Георги Костов   | Любомир Левчев   |
| Миг любов        | Атанас Косев    | Иля Велчев       |
| Съдба и надежда  | Сигнал          | Кръстьо Станишев |
| Диктовка         | Дечо Таралежков | Захари Петров    |
| Всеки ден        | Вили Казасян    | Иван Бориславов  |
| Небе на моя ден  | Сигнал          | Стефан Банков    |
| Две вълни        | Сигнал          | Сигнал           |

### Втора плоча
| Заглавие           | Музика             | Текст            |
| ------------------ | ------------------ | ---------------- |
| Търся огън         | Сигнал             | Кръстьо Станишев |
| Зелени сигнали     | Атанас Бояджиев    | Иван Бориславов  |
| Лодка ли е любовта | Морис Аладжем      | Кръстьо Станишев |
| Само ти            | Сигнал             | Иля Велчев       |
| Горски слънца      | Иван Пеев          | Милчо Спасов     |
| Две пътеки         | Константин Драгнев | Орлин Орлинов    |
| Вярвай             | Сигнал             | Кръстьо Станишев |
| Повече билети      | Александър Йосифов | Кръстьо Станишев |
| Кой ще прости      | Сигнал             | Милчо Спасов     |
| Късни спомени      | Александър Йосифов | Павел Матев      |
| Дон Кихот          | Георги Костов      | Орлин Орлинов    |
| Огърлица от песни  | Сигнал             | Иван Бориславов  |

## Персонал
- Тонрежисьори: Деян Тимнев, Васил Стефанов, Кирил Иванов
- Тонинженери: Момчил Момчилов, Николай Христов, Тодор Станев
- Продуцент: Стефан Широков